# Вісвасімха
Вісвасімха — сакський правитель з династії Західні Кшатрапи. Був старшим сином Рудрасени II.